# Ischnocnema melanopygia
Ischnocnema melanopygia é uma espécie de anfíbio da família Brachycephalidae. Endêmica do Brasil, onde pode ser encontrada apenas no Parque Nacional de Itatiaia no estado do Rio de Janeiro.